# Arran Gulliver
Arran Gulliver (Birmingham, 3 de julio de 1997) es un deportista británico que compite en bobsleigh en la modalidad cuádruple.
Ganó dos medallas en el Campeonato Mundial de Bobsleigh, en los años 2023 y 2025, y dos medallas en el Campeonato Europeo de Bobsleigh, en los años 2023 y 2025.

## Palmarés internacional
| Campeonato Mundial | Campeonato Mundial           | Campeonato Mundial | Campeonato Mundial |
| Año                | Lugar                        | Medalla            | Prueba             |
| ------------------ | ---------------------------- | ------------------ | ------------------ |
| 2023               | Sankt Moritz (Suiza)         | Medalla de plata   | Cuádruple          |
| 2025               | Lake Placid (Estados Unidos) | Medalla de bronce  | Cuádruple          |
| Campeonato Europeo |                              |                    |                    |
| Año                | Lugar                        | Medalla            | Prueba             |
| 2023               | Altenberg (Alemania)         | Medalla de oro     | Cuádruple          |
| 2025               | Lillehammer (Noruega)        | Medalla de bronce  | Cuádruple          |